# Il piccolo Marat
Il piccolo Marat (en italià, El petit Marat) és una òpera verista del gènere dramma lirico en tres actes de Pietro Mascagni, segons un llibret de Giovacchino Forzano i Giovanni Targioni-Tozzetti. Fou estrenada el 2 de maig de 1921 al Teatro Costanzi de Roma.

## Context
Basada en els fets reals de terror esdevinguts a París després de l'assassinat del líder jacobí Jean Paul Marat, dut a terme per Charlotte Corday.
El llibret el va editar la Casa Musicale Sonzogno de Milà l'any 1921. A Catalunya es va estrenar el 18 de desembre de 1928 al Gran Teatre del Liceu de Barcelona.

## Personatges
| Paper                                  | Tessitura    | Intèrprets de l'estrena 2 de maig de 1921 (Dir.: Pietro Mascagni) |
| -------------------------------------- | ------------ | ----------------------------------------------------------------- |
| Mariella                               | soprano      | Gilda Dalla Rizza                                                 |
| La principessa di Fleury, la mamma     | mezzosoprano | Agnese Porter                                                     |
| Il piccolo Marat                       | tenor        | Hipòlit Lázaro                                                    |
| Il soldato                             | baríton      | Benvenuto Franci                                                  |
| Il carpentiere                         | baríton      | Ernesto Badini                                                    |
| L'Orco                                 | baix         | Luigi Ferroni                                                     |
| Il capitano                            |              | Augusto Beuf                                                      |
| La spia                                |              | Gino De Vecchi                                                    |
| Il portatore                           |              | Arturo Pellegrino                                                 |
| Il ladro                               |              | Michele Fiore                                                     |
| La tigre                               |              | Mario Pinheiro                                                    |
| Una veu                                |              | Luigi Nardi                                                       |
| La folla affamata (multitud famolenca) |              |                                                                   |

## Argument[3]
Època: Any 1793
Lloc: França

### Acte I
Un jove príncep, per salvar la seva mare, presonera i condemnada a mort, es fingeix revolucionari. Veu Mariella, neboda del president del Comitè revolucionari, l'Orco, perseguida per la multitud famolenca, que l'amenaça perquè porta al seu oncle menjars considerats aristocràtics. El príncep la salva, substituint els menjars per altres, més propis de les classes populars, llançant els aristocràtics al Loira. L'audaç gest del príncep li val la gràcia de l'Orco, qui l'anomena «Piccolo Marat», quedant investit com a tal. Es retiren l'Orco i els seus, d'una banda, i la multitud de l'altra, i el Piccolo Marat, a qui es confia la custòdia de la presó, aconsegueix mantenir, a través d'una reixa, un commovedor diàleg amb la princesa, la seva mare.

### Acte II
El Piccolo Marat es fingeix cruel executor dels desitjos de l'Orco per salvar la seva mare, i mitjançant un estratagema s'apodera de l'ordre de condemna d'ella. Descoberta la sostracció, l'Orco acusa Mariella d'haver-la fet. Mariella es sorprèn de no ser defensada aquesta vegada pel Piccolo Marat. Aquest li confessa el seu secret: s'ha fingit sanguinari per lliurar la seva mare. A més li expressa el seu amor vers ella. Quan l'Orco torna a casa, begut, els dos joves, amagats en un racó, esperen que s'adormi, per córrer a salvar la princesa de Fleury.

### Acte III
El Piccolo Marat i Mariella lliguen a l'Orco mentre dorm, i quan desperta l'obliguen a signar, amb l'única mà que té lliure, l'ordre d'excarceració de la princesa de Fleury. Però quan el Piccolo Marat es dirigeix cap a la porta, l'Orco pot agafa una pistola, i la dispara contra ell, ferint-lo. El jove, sense poder-se moure, prega Mariella que corri amb l'ordre de llibertat de la seva mare. La noia marxa, molt amoïnada. En aquest moment arriba un fuster, disposat a acabar amb la tirania de l'Orco que l'obliga a construir les barques en què troben la mort tants innocents. Colpeja amb un canelobre de bronze el cap de l'Orc, fins a la mort. Després agafa en braços al Piccolo Marat i el porta fora. Poc després, a través d'una gran finestra, es veu passar sobre el riu una barca que condueix estalvis a Mariella, el Piccolo Marat, la princesa i el fuster.